# Begonia atroglandulosa
Espèce
Begonia atroglandulosa est une espèce de plantes de la famille des Begoniaceae.
L'espèce fait partie de la section Loasibegonia.
Elle a été décrite en 1991 par Marc Simon Maria Sosef (1960-…).

## Répartition géographique
Cette espèce est originaire des pays suivants : Gabon ; Zaïre.

## Liste des sous-espèces
Selon World Checklist of Selected Plant Families (WCSP) (5 février 2017), Catalogue of Life (5 février 2017) et Tropicos (5 février 2017) :
- sous-espèce Begonia atroglandulosa subsp. atroglandulosa
- sous-espèce Begonia atroglandulosa subsp. tshelaensis Sosef (1991 publ. 1992)